# アイズ (ビリー・アイドルの曲)
「アイズ」(Eyes Without a Face) は、イングランドのロック・ミュージシャンであるビリー・アイドルが、2枚目のアルバム『反逆のアイドル (Rebel Yell )』（1983年）に収録した楽曲。1984年にこのアルバムからの2枚目のシングルとしてリリースされた。同じアルバムからの他のシングルに比べ、この曲はよりソフトで、バラード風になっている。Billboard Hot 100 では最高4位に達し、アイドルにとって初めて全米トップ10に入ったヒット曲となった。この曲には、バックのコーラスとして女性の声が入っているのが特徴のひとつであり、MTVで放映禁止になった「Hot in the City」のビデオに出演していたペリ・リスターが、フランス語で「Les yeux sans visage」（「顔のない眼」の意）と歌っている。曲名は、フランス人であるジョルジュ・フランジュ監督の1960年の映画『顔のない眼 (Les Yeux sans visage)』の英語題に言及したものである。
この曲のシングルについて、後に書かれたレビューにおいて、オールミュージックの記者ドナルド・A・ガリスコ (Donald A. Guarisco) は、「歌詞の暗い調子に対し、音楽はバラード風の旋律に、切望するような歌詞が載せられ、ゆっくりと感情が形作られ、静かにネジを緩めていくようなコーラスが。感情の緊張からの解放というカタルシスを導く」とこの曲を称賛した。

## トラックリスト
- UK 7インチ・シングル

1. "Eyes Without a Face"
2. "The Dead Next Door"

- UK 12インチ・シングル

1. "Eyes Without a Face"
2. "The Dead Next Door"
3. "Dancing With Myself"
4. "Rebel Yell"

## ミュージック・ビデオ
この曲のビデオは、デヴィッド・マレットが監督した。地獄のような地下世界に設定されたビデオは、冒頭から歌詞一連の長さを丸々アイドルの顔のショットに使い、まるで身体から遊離したように、炎に照らされ、暗闇の中から見る者の方へ流れ出してきそうな顔を映し続ける。歌詞の2番になると、床に仰向けになったアイドルが、一部が立ち込めた白い霧に沈みながら、暴力的に激しく興奮する姿が映される。ブリッジの部分では、場面はスティーヴ・スティーヴンスのギター・ソロに変わり、アイドルは炎に囲まれた六角形の中で踊り、ポーズを決め、その周囲には頭巾のついた衣をまとった侍者たちがいる。炎、影、霧でアクセントがつけられたセットと対置されたこのビデオの極めて攻撃的な映像は、比較的緩やかで、穏やかな曲調と対照的なものとなっている。
このビデオは、1984年6月にリリースされ、その後、MTV Video Music Awardsにおいて最優秀編集賞と最優秀撮影賞を受賞した。このビデオは、霧発生装置や照明、炎などを配置したセットで、3日間の過酷な日程で撮影された。アイドルは撮影直後に、飛行機でアリゾナ州に赴き、そこでコンタクトレンズが眼球に貼り付いていたことがわかったのだが、これは厳しいビデオ撮影と、飛行機内の乾燥した空気のためであった。アイドルは病院に連れて行かれ、レンズは剥がされたが、彼の眼は3日間にわたって包帯で保護され、傷ついた角膜が回復するのを待つことになった。

## チャート

### 週間チャート
| チャート（1984年）                              | 最高位 |
| ----------------------------------------------- | ------ |
| オーストラリア (ケント・ミュージック・レポート) | 12     |
| ベルギー (Ultratop 50 Flanders)                 | 15     |
| カナダ トップシングルス (RPM)                   | 6      |
| ヨーロッパ (Eurochart Hot 100)                  | 38     |
| フランス (SNEP)                                 | 50     |
| ドイツ (GfK Entertainment charts)               | 10     |
| アイルランド (IRMA)                             | 13     |
| イタリア (FIMI)                                 | 14     |
| オランダ (Dutch Top 40)                         | 24     |
| オランダ (Single Top 100)                       | 13     |
| ニュージーランド (Recorded Music NZ)            | 4      |
| スイス (Schweizer Hitparade)                    | 21     |
| UK シングルス (OCC)                             | 18     |
| US Billboard Hot 100                            | 4      |
| US Cash Box                                     | 4      |

### 年間チャート
| チャート（1984年）                              | 最高位 |
| ----------------------------------------------- | ------ |
| オーストラリア (ケント・ミュージック・レポート) | 86     |
| カナダ (RPM Top Singles)                        | 45     |
| ドイツ (Official German Charts)                 | 60     |
| イタリア (FIMI)                                 | 82     |
| US Billboard Hot 100                            | 37     |
| US Cash Box                                     | 25     |

## 制作
「アイズ」はビリー・アイドルとスティーヴ・スティーヴンスが書き、キース・フォージーが音楽プロデューサーを務めた。この曲にクレジットされているメンバーは以下の通りである。
- ビリー・アイドル – ボーカル
- スティーヴ・スティーヴンス – ギター
- サル・クエバス (Sal Cuevas) – ベース
- トミー・プライス (Thommy Price) – ドラムス
- ジュディ・ドジアー (Judi Dozier) – キーボード
- ペリ・リスター (Perri Lister) – バック・ボーカル
- デイヴ・ウィットマン (Dave Wittman) – サウンド・エンジニア

## カバー
- トレント・レズナーは、バンド、ジ・アージ（英語版）と一緒に、この曲をカバーした[26]。
- ポール・アンカは、2005年のアルバム『Rock Swings』にこの曲のカバーを収録した[27]。